# Петраков, Михаил Иванович
Михаи́л Ива́нович Петрако́в (род. 27 сентября 1959) — российский дипломат. Чрезвычайный и полномочный посол (2018).

## Биография
Окончил МГИМО (1982). На дипломатической работе с 1982 года. Владеет английским и хинди языками.
- В 1999—2001 годах — начальник отдела ОБСЕ Департамента общеевропейского сотрудничества МИД России.
- В 2001—2003 годах — старший советник постоянного представительства России при ЕС в Брюсселе.
- В 2003—2006 годах — заместитель постоянного представителя России при ЕС.
- В 2006—2008 годах — заместитель директора Первого департамента стран СНГ МИД России.
- В 2008—2011 годах — директор Первого департамента стран СНГ МИД России.
- С 20 февраля 2012 по 3 июля 2019 года — чрезвычайный и полномочный посол Российской Федерации в Южно-Африканской Республике[1][2].
- С 2 апреля 2012 по 3 июля 2019 года — чрезвычайный и полномочный посол Российской Федерации в Лесото по совместительству[3][2].
- В 2019—2021 годах — директор Департамента Ситуационно-кризисный центр МИД России.
- С 2 января 2021 года — специальный представитель президента Российской Федерации по делимитации и демаркации государственной границы Российской Федерации с сопредельными государствами — участниками Содружества Независимых Государств[4].

## Дипломатический ранг
- Чрезвычайный и полномочный посланник 2 класса (25 мая 2004)[5].
- Чрезвычайный и полномочный посланник 1 класса (25 июля 2011)[6].
- Чрезвычайный и полномочный посол (3 сентября 2018)[7].

## Награды
- Орден Почёта (15 марта 2021) — за большой вклад в реализацию внешнеполитического курса Российской Федерации и многолетнюю добросовестную дипломатическую службу[8].
- Орден Дружбы (29 марта 2006) — за заслуги в реализации внешнеполитического курса Российской Федерации и большой вклад в развитие отношений между Российской Федерацией и Европейским союзом[9].
- Благодарность президента Российской Федерации (21 октября 2010) — за большой вклад в реализацию внешнеполитического курса Российской Федерации и многолетнюю добросовестную работу[10].
- Почётная грамота Правительства Российской Федерации (4 февраля 2005) — за большой вклад в реализацию внешнеполитического курса Российской Федерации[11].

## Семья
Женат, имеет двух дочерей.